# Heinrich Lehmann-Willenbrock

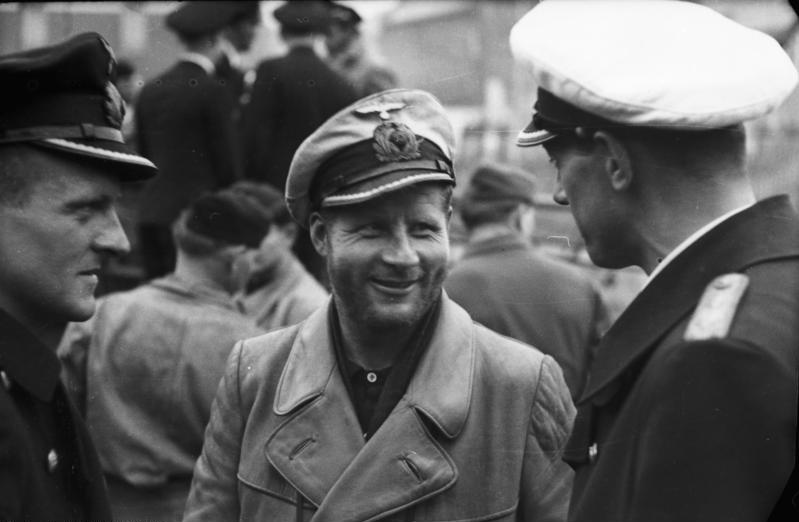
Heinrich Lehmann-Willenbrock nach der Rückkehr von einer Fahrt mit U 96, Mai 1941

Heinrich Lehmann-Willenbrock (* 11. Dezember 1911 in Bremen; † 18. April 1986 ebenda) war deutscher U-Boot-Kommandant im Zweiten Weltkrieg und später Kapitän des einzigen deutschen Atomschiffs, der Otto Hahn.
Bekannt geworden ist er vor allem als Vorbild des Alten, wie Lothar-Günther Buchheim in seinen Büchern Das Boot, Die Festung und  Der Abschied den Kapitänleutnant von U 96 nennt.

## Biografie

### Ausbildung
Lehmann-Willenbrock trat im April 1931 in die Reichsmarine ein und absolvierte seine Ausbildung zu einem großen Teil in Flensburg-Mürwik, an der dortigen Marineschule, der Torpedoschule sowie der Nachrichtenschule. Am 1. April 1935 wurde er Leutnant zur See. Auf dem Leichten Kreuzer Karlsruhe machte er als Divisionsleutnant unter dem damaligen Oberleutnant zur See Karl-Friedrich Merten eine Ausbildungsreise mit. Im Anschluss daran wurde er Ausbilder auf dem neu in Dienst gestellten Segelschulschiff Horst Wessel.
Am 1. April 1939 wurde er als Oberleutnant zur See zwecks weiterer Offiziersausbildung zur U-Bootwaffe versetzt.

### Zweiter Weltkrieg

#### Einsatz im U-Boot-Krieg

Emblem von U 96

Am 1. Oktober 1939 erfolgte die Beförderung zum Kapitänleutnant. Er übernahm mit dem Typ-II-A-Boot U 8, einem sogenannten Einbaum, sein erstes Kommando. Ohne einen Fronteinsatz mit diesem Boot durchgeführt zu haben, wurde er am 5. Dezember 1939 zum Kommandanten von U 5 ernannt. Mit diesem Boot machte er im April 1940, während der als Unternehmen Weserübung bezeichneten Invasion Norwegens, eine 15-tägige Patrouillenfahrt.
Am 14. September 1940 übernahm er das neu in Dienst gestellte U 96. Mit diesem Boot, das zur 7. U-Bootflottille (Kiel bzw. St. Nazaire) gehörte, absolvierte er acht Feindfahrten mit insgesamt 259 Seetagen. Aus militärischer Sicht besonders erfolgreich waren die ersten vier Fronteinsätze von Dezember 1940 bis Mai 1941, bei denen 18 Handelsschiffe versenkt wurden. Der Wehrmachtbericht vermerkte dazu am 25. Februar 1941: „An dem großen Erfolg der Unterseebootswaffe ist das Boot des Kapitänleutnants Lehmann-Willenbrock mit 55.600 BRT hervorragend beteiligt. Kapitänleutnant Lehmann-Willenbrock hat damit in kurzer Zeit 125.580 BRT feindlichen Handelsschiffsraumes vernichtet.“ In der Wochenschau vom 28. April 1941 ist er kurz bei einer Lagebesprechung beim BdU Karl Dönitz zu sehen.
Während der siebten Fahrt, deren Geschehnisse die Grundlage für den Roman Das Boot von Lothar-Günther Buchheim bilden, scheiterte der Versuch, durch die Meerenge von Gibraltar ins Mittelmeer durchzubrechen. U 96 erlitt bei einem Luftangriff schwere Schäden und musste nach La Rochelle zurückkehren.
Nach der achten Fahrt (Januar bis März 1942) wurde Lehmann-Willenbrock zum Chef der 9. U-Bootflottille in Brest ernannt. Er machte das Turmsymbol von U 96, den lachenden Sägefisch, zum Abzeichen der 9. U-Bootflottille und führte diese bis August 1944. Als die amerikanischen Truppen kurz vor Brest standen, wurde die 9. U-Bootflottille aufgelöst. Es gelang ihm, das nicht einsatzklare U 256 notdürftig zu reparieren und mit einem behelfsmäßigen Schnorchel ausrüsten zu lassen. Am 4. September verließ U 256 Brest. Unbehelligt passierte es die Biskaya sowie die britische Bewacherlinie zwischen den Shetland- und den Färöer-Inseln. Am 23. Oktober erreichte U 256 den norwegischen Stützpunkt Bergen. Dort wurde Lehmann-Willenbrock am 1. Dezember 1944 Chef der dort stationierten 11. U-Bootflottille und zugleich zum Fregattenkapitän befördert. Von Mai 1945 bis zum 7. Mai 1946 war er Kriegsgefangener.
Lehmann-Willenbrock versenkte insgesamt 25 alliierte Schiffe mit über 180.000 BRT und beschädigte zwei weitere mit ca. 16.000 BRT.

### Nachkriegszeit
Seit 1946 arbeitete Lehmann-Willenbrock mit Karl-Friedrich Merten an der Bergung gesunkener Schiffe im Rhein.
1949 segelte er mit dem Skipper Ado Nolte dessen Segelschiff Magellan nach Buenos Aires. Zwei Freunde von Nolte waren mit an Bord. Der Beginn dieser Tour ab Brake/Weser gelang am 11. September 1949 durch die tarnende Teilnahme an einer Regatta.
Anschließend war er bei der Reederei Helmut Bastian Kapitän von Handelsschiffen. In der Nacht auf den 21. März 1959 gelang ihm mit dem Motorfrachter Inga Bastian die Rettung von 57 Schiffbrüchigen vor der Küste Brasiliens. Unter widrigen Umständen konnten er und seine Mannschaft die gesamte Besatzung des brennenden brasilianischen Frachters Commandante Lyra an Bord nehmen.
1969 wurde Lehmann-Willenbrock Kapitän des einzigen deutschen atomgetriebenen Schiffs, der Otto Hahn; das Kommando hatte er fünf Jahre lang.
Für lange Zeit war er Vorsitzender der Bremer U-Boot-Kameradschaft.
Er heiratete in Argentinien. Dort wurden auch seine zwei Söhne geboren.
Die Freundschaft zwischen Buchheim und Lehmann-Willenbrock zerbrach im Jahre 1986, nachdem Letzterer sich in einem Interview nach Buchheims Ansicht zu positiv über die deutschen U-Boot-Fahrer geäußert hatte. Kurz darauf starb Lehmann-Willenbrock.

## Auszeichnungen
- Eisernes Kreuz (1939) II. Klasse am 20. April 1940
- Eisernes Kreuz (1939) I. Klasse am 31. Dezember 1940
- U-Boot-Kriegsabzeichen am 2. Januar 1941
- Ritterkreuz des Eisernen Kreuzes mit Eichenlaub
  - Ritterkreuz am 26. Februar 1941
  - Eichenlaub am 31. Dezember 1941 (51. Verleihung)
- Bundesverdienstkreuz am Bande der Bundesrepublik Deutschland im Jahre 1974